# تشارلي ريتشاردز
تشارلي ريتشاردز (بالإنجليزية: Charlie Richards)‏ هو لاعب كرة قدم بريطاني (وحمل سابقاً جنسية المملكة المتحدة لبريطانيا العظمى وأيرلندا) في مركز الهجوم، ولد في 9 أغسطس 1875 في المملكة المتحدة، وتوفي في 27 أبريل 1911 في نوتنغهام في المملكة المتحدة. شارك مع منتخب إنجلترا لكرة القدم. أما مع النوادي، فقد لعب مع غريمسبي تاون وليستر سيتي ومانشستر يونايتد ونادي دونكاستر روفرز ونوتس كاونتي ونوتينغهام فورست وGresley Rovers F.C. ‏.

## وصلات خارجية
- تشارلي ريتشاردز على موقع قاعدة بيانات كرة القدم.إي يو (الإنجليزية)
- تشارلي ريتشاردز على موقع ناشيونال فوتبول تيمز (الإنجليزية)